# Рад (футбольний клуб)
«Рад» (серб. FK Rad / ФК Рад) — сербський футбольний клуб із Белграда, заснований 1958 року. Виступає у найвищому дивізіоні Сербії. Домашня арена клуба Краль Петар Прві розташована у південній околиці міста — Баниці. Назва клуба означає «Праця».